# باشگاه فوتبال توکیو وردی
توکیو وردی (به ژاپنی: 東京ヴェルディ) یک باشگاه فوتبال در شهر توکیو واقع در کشور ژاپن می‌باشد که در جی‌لیگ بازی می‌کند.
این باشگاه در سال ۱۹۶۹ میلادی با عنوان باشگاه فوتبال یومیوری تأسیس شده‌است.
توکیو وردی یک بار و در سال ۱۹۸۷ میلادی به مقام قهرمانی جام باشگاه‌های آسیا رسیده است.وهم چنین چهارقهرمانی ویک نایب قهرمانی رادرسوپرجام کشورش کسب نموده است. این باشگاه سابقهٔ قهرمانی در جی‌لیگ را نیز دارد. توکیو وردی سه بار به مقام قهرمانی و یک بار به مقام   نایب قهرمانی در جام جی‌لیگ رسیده است.

## بازیکنان برجسته
- هالک
- ادموندو آلوز دی سوازا نیتو
- بیسمارک براتو فاریا
- واشنگتون
- رامون مندز هوبنر
- الکساندر لوپز
- آرگلیکو فاکس
- گیلبرتو ریبریو گونزالوس
- آنتونیو بندیتو دا سیلوا
- یولر
- دانیل دا سیلوا
- اوسمار دونیزیته کاندیدو
- مائوسیر رودریگاس سانتوس
- کارلوس آلبرتو دیاز
- پاتریک ام‌بوما
- ادوین ایفنی
- هنی میر

## پیوند به بیرون

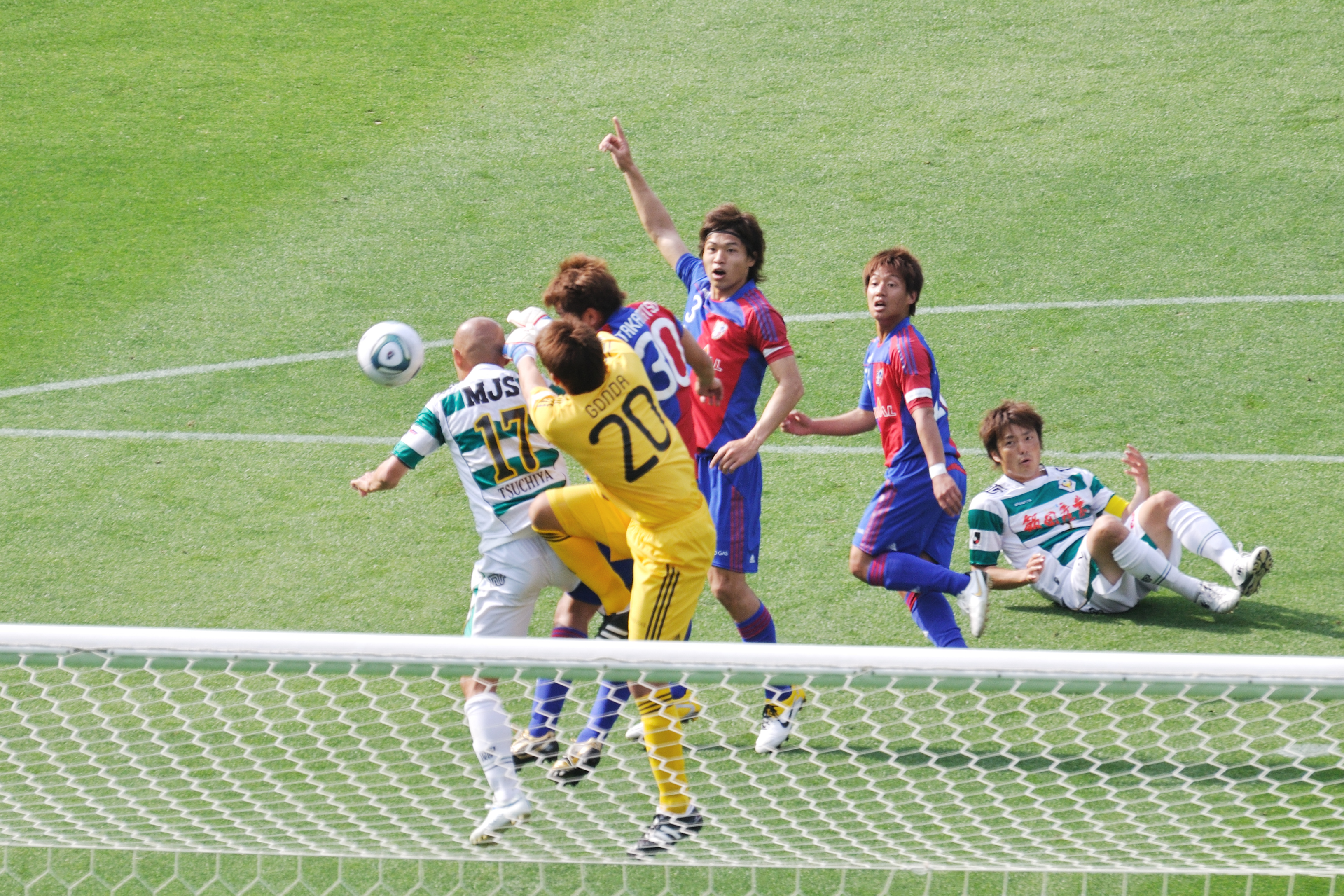
دربی توکیو (توکیو وردی و اف‌سی توکیو) - ۲۰۱۱